# Aglaia pannelliana
Aglaia pannelliana är en tvåhjärtbladig växtart som beskrevs av W.N.Takeuchi. Aglaia pannelliana ingår i släktet Aglaia och familjen Meliaceae. Inga underarter finns listade i Catalogue of Life.